# Selbstbildnis am Scheideweg zwischen Musik und Malerei

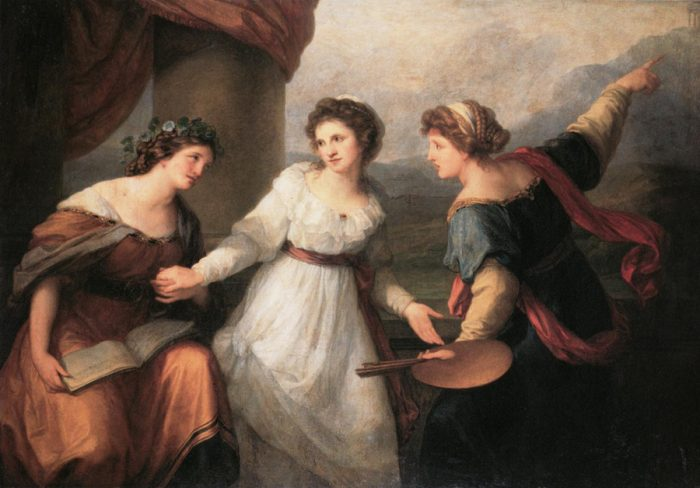
1. Version: Angelika Kauffmann: Selbstbildnis am Scheideweg zwischen Musik und Malerei. 1791/1792, Öl auf Leinwand, 152 × 212 cm, Staatliches Puschkin-Museum der Schönen Künste, Moskau, Inv.-Nr. 1376.

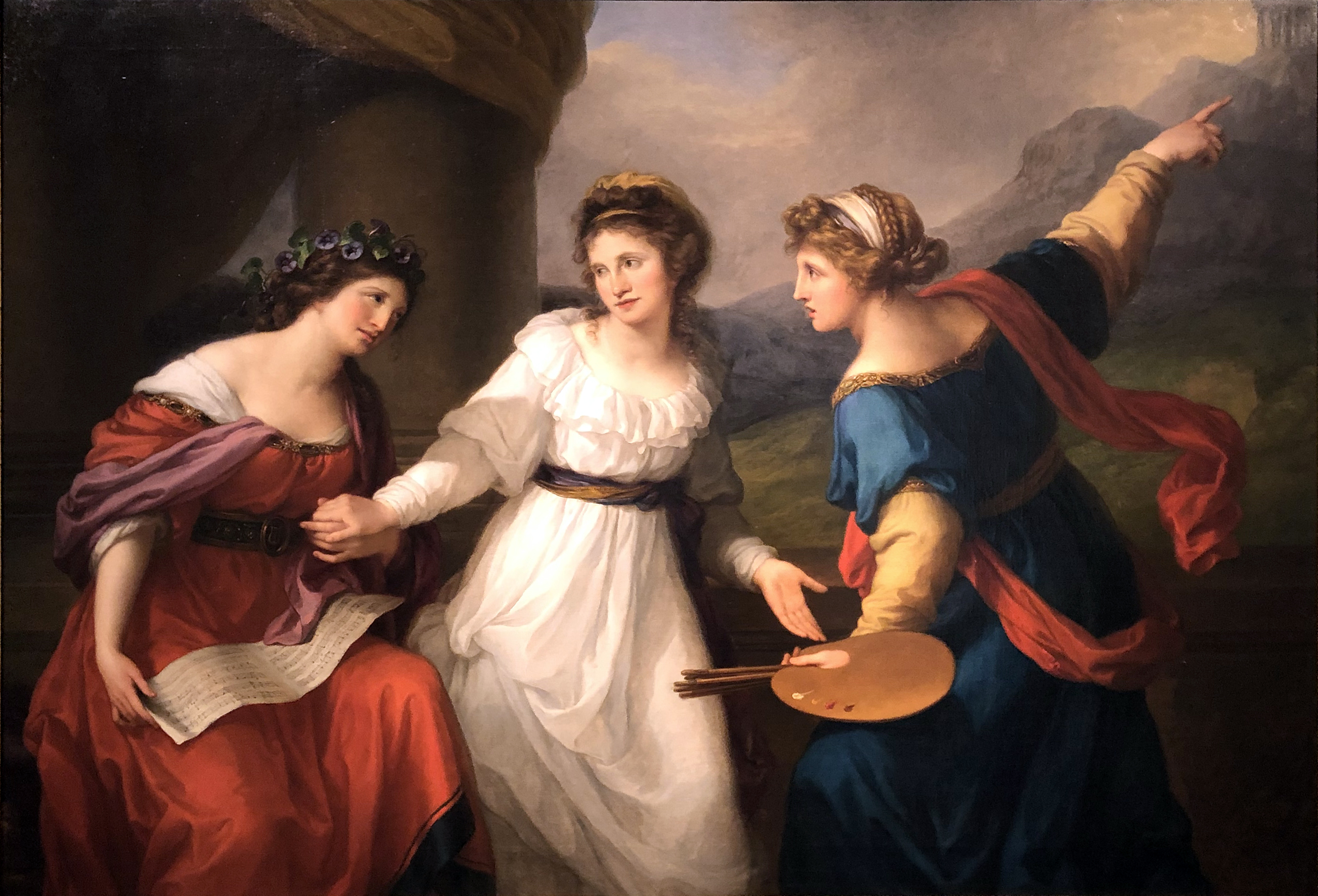
2. Version: Angelika Kauffmann: Selbstbildnis am Scheideweg zwischen Musik und Malerei (Selbstporträt mit Musen oder Allegorien von Musik und Malerei), 1794, Öl auf Leinwand, 147,3 × 215,9 cm, Nostell Priory, National Trust Collections, West Yorkshire, England, Inv.-Nr. NT 960079.

Selbstbildnis am Scheideweg zwischen Musik und Malerei ist der Titel eines Motivs, das die österreichisch-schweizerische Malerin und Grafikerin des Klassizismus Angelika Kauffmann in zwei Gemäldeversionen umgesetzt hat. Die erste Version entstand 1791/1792 und hängt heute im Staatlichen Puschkin-Museum der Schönen Künste in Moskau. Die zweite Version entstand 1794 und hängt heute im Nostell Priory bei Wakefield in West Yorkshire. Beide Versionen sind etwa gleich groß, wobei die Farben der 2. Version intensiver sind. Die beiden Bildnisse gehören zu ihren Hauptwerken und zu den meistbeachteten Selbstbildnissen des 18. Jahrhunderts.

## Beschreibung der 2. Fassung
Auf dem querformatigen Gemälde sind drei lebensgroße Frauen in Dreiviertel-Länge (Kniestück) vor einer Landschaft dargestellt. Eine rot gekleidete Frau mit einem violetten Schal sitzt links im Bild. Sie hält ein Notenblatt auf dem Schoß und auf ihrer Gürtelschnalle ist eine Leier abgebildet, wodurch sie als Allegorie der Musik gekennzeichnet ist. Genau in der Mitte steht prominent die Künstlerin selbst. Sie trägt ein weißes Kleid der zeitgenössischen Mode und ist durch keine Attribute ausgezeichnet. Rechts daneben steht eine Frau in einem blauen Kleid und mit einem roten Schal. Sie hält eine Palette und Pinsel in ihrer linken Hand, wodurch sie als Allegorie der Malerei charakterisiert ist. Mit der rechten Hand deutet sie auf einen klassischen Tempel hoch oben auf einem Hügel in der Ferne.
Hinter der Musik links ist ein kurzes Stück eines dicken, dunklen Rundpfeilers mit Draperie zu erkennen. Rechts im Hintergrund befindet sich eine felsige Bergkette mit einem Tempel und darüber ein teilweise bewölkter Himmel.

## Provenienz
1. Version: Die russische Gräfin Katharina Petrovna Bariatinskaja, geb. Prinzessin Katharina von Holstein-Beck (1750–1811), erwarb das Gemälde. Später gelangte es in das Puschkin-Museum in Moskau.
2. Version: 1796 schenkte Kauffmann das Gemälde ihrem Freund, dem Künstler James Forbes (1749–1819) aus Stanmore Hill, Middlesex (heute Stadtteil von London). Später gelangte das Bild in die Sammlung von Mrs. Strickland in Cokethorpe Park in Oxfordshire. Auf einer Auktion bei Knight, Frank und Rutley’s am 12. November 1908 ersteigerte Rowland Winn, der 2. Baron St. Oswald (1857–1919) das Gemälde für sein Anwesen Nostell Priory bei Wakefield in West Yorkshire, England, wo es heute noch hängt. 2002 ging das Werk in den Besitz des National Trusts über, mit Hilfe eines Zuschusses aus dem Heritage Lottery Fund.

## Hintergrund
Das Gemälde ist zunächst autobiographisch zu verstehen. Angelika Kauffmann zeigte große künstlerische Talente in Malerei und Musik. Nach dem Tod ihrer Mutter 1757 beschloss die 16-Jährige, sich auf eine Karriere als Malerin zu konzentrieren. Wäre sie Sängerin geworden, hätte sie am Hof als Mätresse fremdbestimmte Arbeit leisten müssen. Der Ruhm wäre vergänglich gewesen, wie ihre Schönheit. Die Malerei bedeutete zwar viel Arbeit, galt dafür aber als selbstbestimmt und tugendhaft. Der Erfolg wäre beständig und bis ins hohe Alter möglich.
Im Gemälde repräsentiert die Figur der Musik für Kauffmann das Gefühl. Entsprechend trägt die Allegorie ein rotes Kleid und hält ihre linke Hand am Herzen. Eine Vorstudie zur Personifikation der Musik belegt, dass die Musik nicht versucht, Kauffmann aktiv und bewusst aufzuhalten. Bescheiden und uneigennützig zeigt sie Traurigkeit und Abschiedsschmerz. Die Allegorie der Malerei trägt ein kühles, blaues Kleid, wird im Profil dargestellt und repräsentiert die Vernunft. Sie ist energisch, selbstbewusst und hat Palette und Pinsel fest im Griff. Mit der Malerei wählte Kauffmann eine Karriere in einem traditionell männerdominierten Bereich und den Weg der Vernunft, der steil hinauf zum Tempel des Ruhms führt.

## Herkules am Scheideweg
Angelika Kauffmann greift auf den Bildtypus des Herkules am Scheideweg zurück. Seit der Renaissance wird dieser Mythos benutzt, um den intellektuellen Status und die didaktische Aufgabe der Kunst und der Künstlerinnen bzw. Künstler zu bekräftigen.
- Der italienische Barockmaler Annibale Carracci stellt in seinem Gemälde Herkules am Scheideweg den jungen Herkules zwischen zwei Frauen dar. Auf der linken Seite steht die Tugend, die auf den felsigen, steilen Weg zu Ruhm und Unsterblichkeit zeigt. Rechts lockt ihn die zweite Frau auf den einfachen Weg mit weltlichen Freuden, Sorglosigkeit und Luxus. Noch ist Herkules nachdenklich und unentschieden. Die Palme hinter ihm, ein Symbol für militärischen Sieg und Ruhm, zeigt an, dass er sich für den ersten, den tugendhaften Lebensweg entscheiden wird. – Auf dem Bild von Kauffmann zeigt sich die Künstlerin nicht nachdenklich. Sie hat sich entschieden – sorgfältig reflektiert und selbstbewusst. Ihre linke Hand zeigt mit offener Handfläche auf die Palette.[13]

- In dem Gemälde David Garrick zwischen Tragödie und Komödie des englischen Malers Joshua Reynolds lacht der Schauspieler Garrick etwas verlegen, als wolle er sich für sein Verhalten entschuldigen.[14] Er lässt sich vom Laster (Komödie) verführen und fühlt sich gleichzeitig der Tugend (Tragödie) verbunden.[15] Das Bild ist eine Parodie auf das klassische Thema. Garrick ist nicht Herkules. Während Herkules sich entscheiden muss, existiert für Garrick in einer modernen Welt ein akzeptabler Mittelweg.[16] – Ebenso bei Kauffmann. Sie schaut zur Musik und ihre Hände berühren sich. Damit deutet sie ihren Wunsch nach weiterhin freundschaftlicher Verbundenheit an und strebt keinen Abschied für immer an. Ähnlich wie Garrick hält sie sich beide Optionen offen, allerdings mit eindeutigem Schwerpunkt der Malerei.
- Die französische Malerin des Klassizismus Marie-Guillemine Benoist zeigt in ihrem Bild Unschuld zwischen Tugend und Laster wie das Laster, verkörpert durch eine männliche Person, hinter der schönen Unschuld herläuft. Diese blickt ihm fest entschlossen in die Augen, flüchtet aber zur weiblichen Tugend, die ihr Sicherheit auf dem felsigen Weg zum leuchtenden Tempel der Unschuld bietet.[17] – Kauffmann stellt die Musik freundlich, zart und vorsichtig dar. Für sie ist die Musik kein Laster, sondern eine Bereicherung, die mit Gefühl und Zurückhaltung ein Gegengewicht zum Verstand bildet.[18]

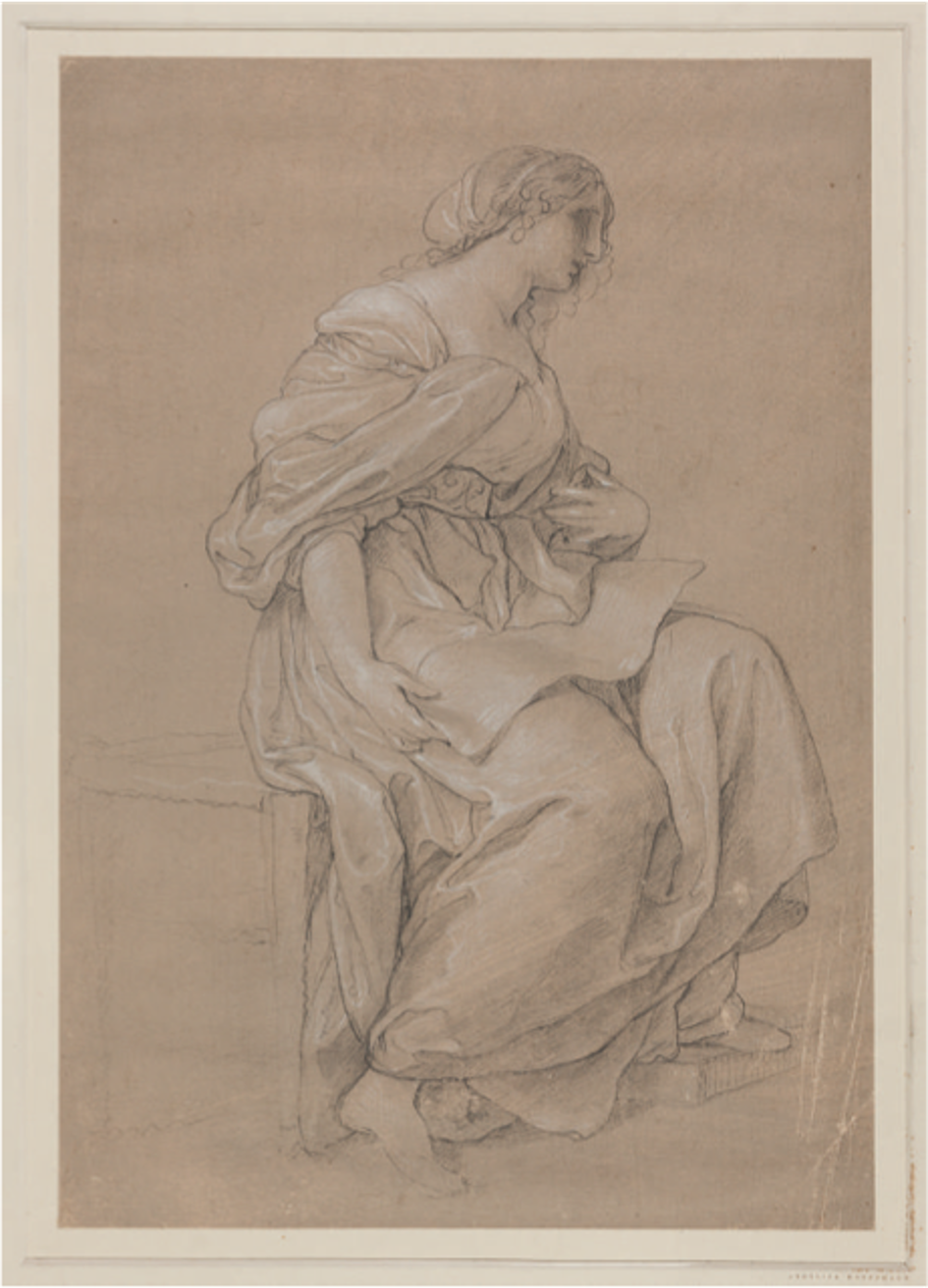
Angelika Kauffmann: Vorstudie zur Personifikation der Musik, um 1792
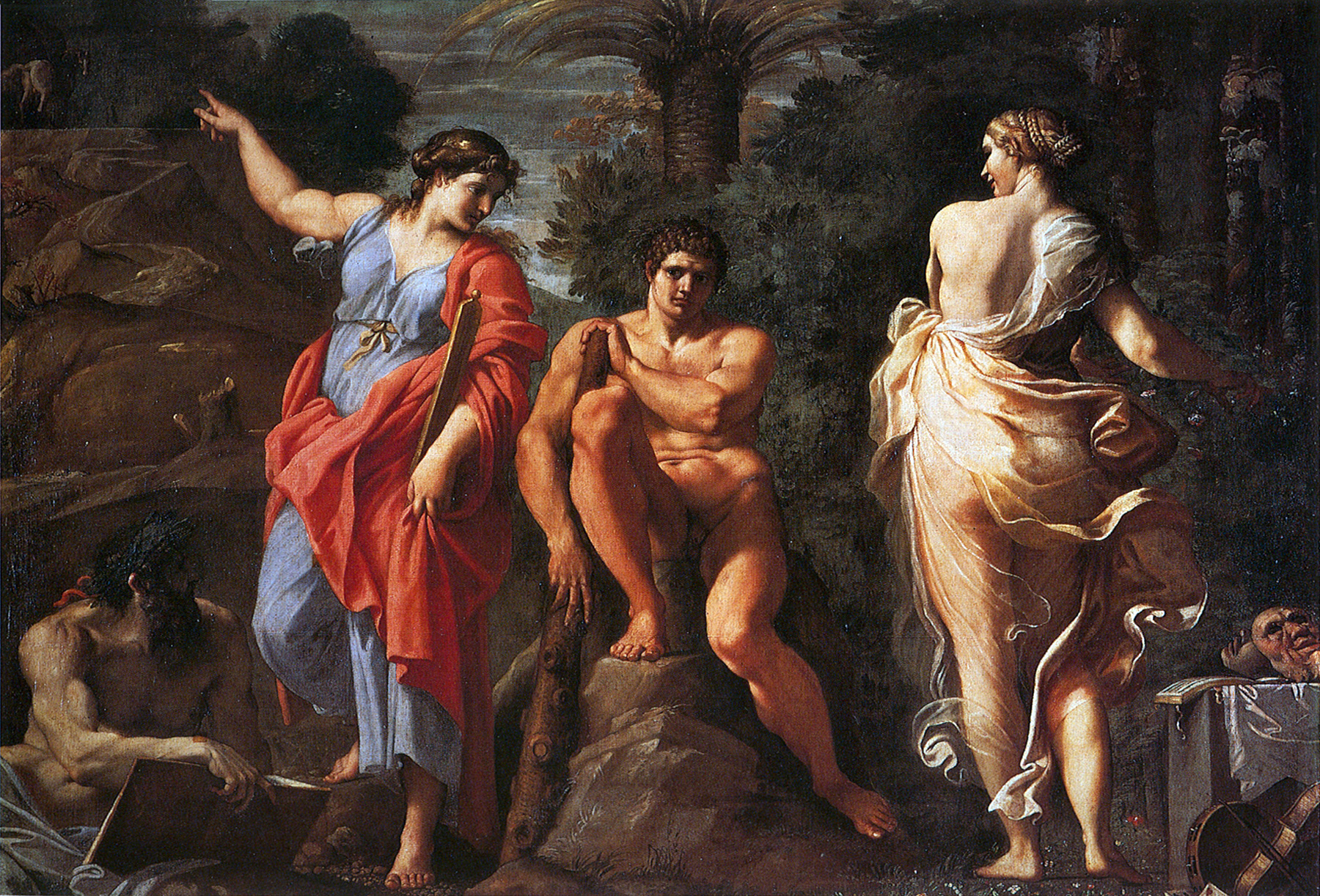
Annibale Carracci: Herkules am Scheideweg, 1596
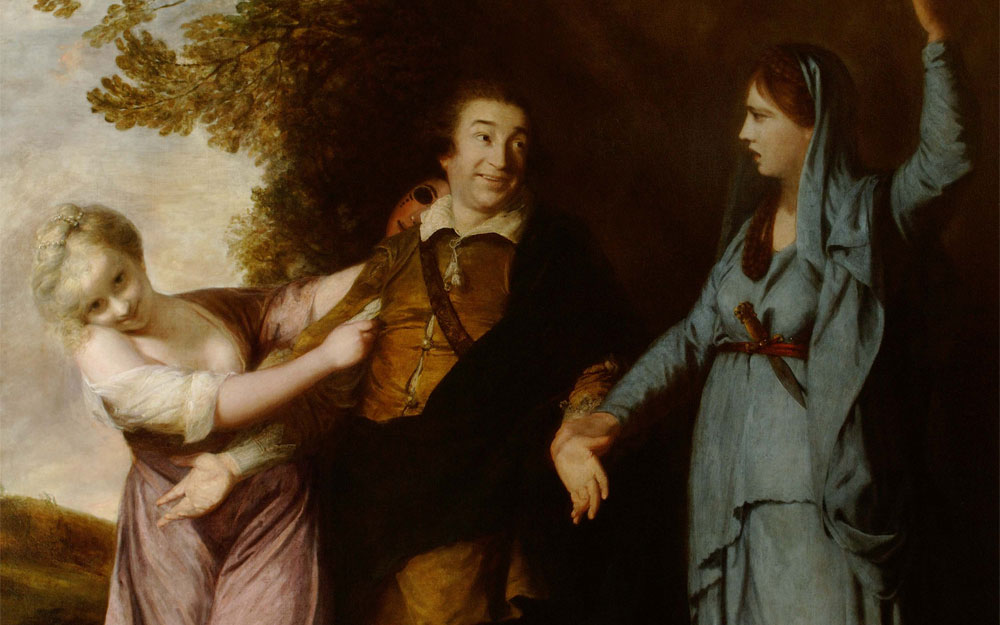
Joshua Reynolds: David Garrick zwischen Tragödie und Komödie, 1761
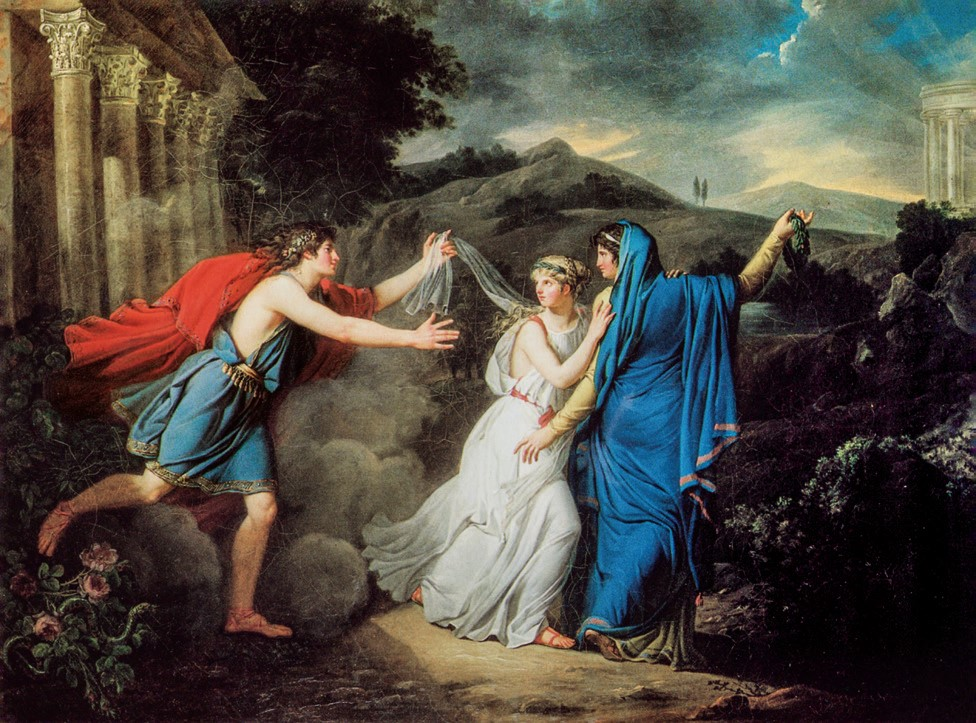
Marie Guilhelmine  Benoist: Unschuld zwischen Tugend und Laster, 1790
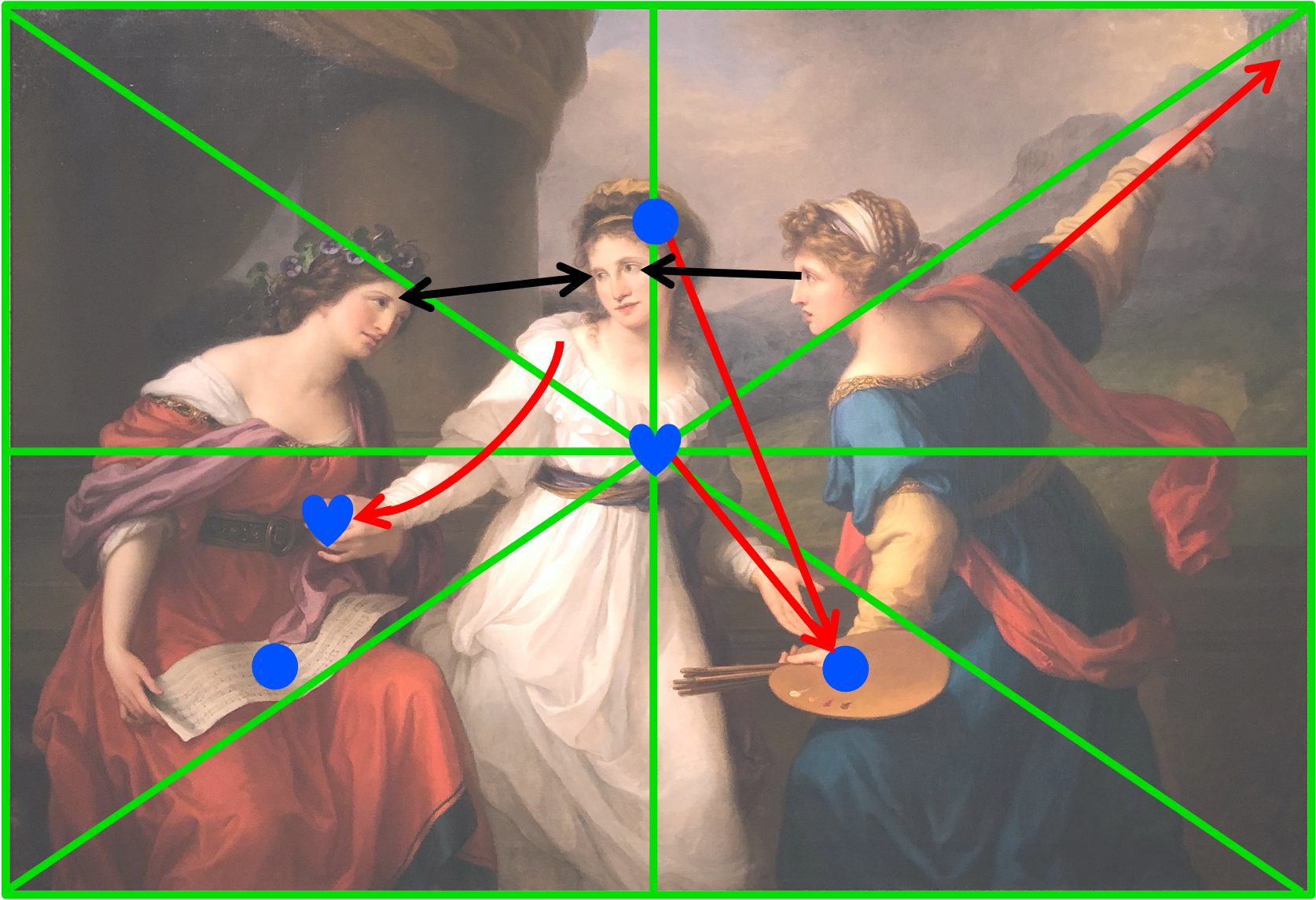
Kompositions- skizze

## Farbe und Kompositionsskizze
Kauffmann kombiniert in dem Kostüm der Malerei die Farben Blau (Kleid), Gelb (Ärmel) und Rot (Schal). Dies sind die Primärfarben, mit denen sich (theoretisch) alle übrigen Farben ermischen lassen. Als politisch motiviert lassen sich die Farben der Kleider Rot – Weiß – Blau deuten. Als Farben der Trikolore weisen sie auf die Französische Revolution hin und die damit verbundene Freiheit. Mit beidem verdeutlicht Kauffmann ihre theoretischen und politischen Kenntnisse und Interessen.
Das einfache Kompositionsraster (grün) verdeutlicht, dass Kauffmann sich genau in der Mittelsenkrechten anordnet und damit betont. Daneben können Schwerpunkte (blau), Blickbahnen (schwarz) und Gesten (rot) wichtige Anhaltspunkte zur Bildaussage liefern.

## Interpretation
Angelika Kauffmann steuert mit ihrem Gemälde der (nicht nur im 18. Jahrhundert verbreiteten) Vorstellung entgegen, Frauen seien ausschließlich emotionsgesteuert. Stattdessen betont sie ihren Ehrgeiz, ihre Aktivität, Energie, Strebsamkeit, Unabhängigkeit und Vernunft. Sie steht zwischen den Tugenden Empfindsamkeit (Musik) und Intellekt (Malerei). Sie entscheidet sich rational für ihre Karriere als Malerin, bleibt aber der Musik freundschaftlich verbunden. Als aktive, selbstbestimmte Frau zeigt sie sich als Vorbild für andere Frauen.